# II-68-03
II-68-03 — одна из серий блочных жилых домов. Годы строительства — с 1971 по 1983.

## Описание
У домов этой серии есть внешнее сходство с домами предыдущих модификаций серии II-68 и II-68-02. Все три серии домов построены из почти идентичного набора блоков. Различие зданий заключается в внешнем виде фасадов и том, что серии II-68-03 и II-68-02 являются многосекционными, в то время как серия II-68 спроектирована односекционной башенного типа.

## Основные характеристики
| Количество секций (подъездов) | 2, 3, 4, 5, 6                                                      |
| Этажность                     | 12. Первый этаж — всегда жилой.                                    |
| Высота потолков               | 2,48 м                                                             |
| Лифты                         | пассажирский и грузопассажирский                                   |
| Балконы                       | Лоджии не во всех квартирах                                        |
| Количество квартир на этаже   | 4, 5                                                               |
| Перспектива сноса             | Сносу не подлежит. Перспектива массового ремонта в дальнейшем есть |

## Площади квартир
| Комнатность          | Общая, м² | Жилая, м² | Кухня, м² |
| 2-комнатная квартира | 46-54     | 29-32     | 8-10,5    |
| 3-комнатная квартира | 60-67     | 42-44     | 7-11      |
| 5-комнатная квартира | 115       | 74        | 20        |

## Строительные конструкции
| Санузлы                        | раздельные. Ванны стандартные длиной 150 см                                                       |
| Лестницы                       | незадымляемые с воздушным шлюзом, но без общего эвакуационного балкона                            |
| Мусоропровод                   | с загрузочным клапаном на каждом этаже                                                            |
| Вентиляция                     | естественная вытяжная                                                                             |
| Наружные стены                 | бетонные блоки толщиной 40 см                                                                     |
| Внутренние стены и перегородки | стены — бетонные блоки толщиной 39 см, перегородки — гипсобетонные прокатные панели толщиной 8 см |
| Перекрытия                     | сборные многопустотные плиты толщиной 22 см                                                       |
| Несущие стены                  | наружные, продольные межквартирные, а также часть поперечных межквартирных и межкомнатных         |
| Тип кровли                     | плоская, покрытие — рулонное                                                                      |

## Примечание
1. ↑  Шерешевский И.А. Конструирование гражданских зданий. — М.: Архитектура-С, 2005.